# Štěpán Princ
Štěpán Princ (* 18. dubna 1994 Čáslav) je český herec, v letech 2020 až 2024 člen souboru Městského divadla Zlín.

## Život
Vyrůstal v Kutné Hoře, kde navštěvoval tamní gymnázium. Jeden rok chodil na dramatický kroužek při LŠU v Kolíně. Po absolvování gymnázia vystudoval obor činoherní herectví na Divadelní fakultě Janáčkovy akademie múzických umění v Brně (promoval v roce 2018). Během studií strávil půl roku na zahraničním pobytu v rakouském Salcburku, kde nastudoval v němčině hru Kupec benátský od Williama Shakespeara (postava Lorenza) a jednu divadelní hru pro děti. Při studiích také účinkoval v brněnských divadlech Feste (2015 až 2016) a Studio Marta (2017 až 2018).
Na konci roku 2018 začal hostovat v Městském divadle Zlín, od ledna 2020 se stal stálým členem souboru. Hostuje též ve zmíněném divadle Feste. Stálé angažmá ve Zlíně ukončil v létě 2024 s tím, že bude dohrávat své role.
Je také hudebně nadaný – v mládí zpíval ve sboru tenor a hrál v kapele. Hraje na klavír a na kytaru. Do inscenace Městského divadla Zlín s názvem Motýli jsou volní (premiéra 2019) složil hudbu a společně s kolegou Adamem Kořánem složil i hudbu do další inscenace Špína (premiéra 2023).